# Cirrhitiara
Cirrhitiara is een geslacht van neteldieren uit de  familie van de Pandeidae.

## Soorten
- Cirrhitiara simplex Xu, Huang & Chen, 1991
- Cirrhitiara superba (Mayer, 1900)